# Austrohancockia tuberfemora
Austrohancockia tuberfemora är en insektsart som beskrevs av Deng, W.-a., Z. Zheng och S.-z. Wei 2008. Austrohancockia tuberfemora ingår i släktet Austrohancockia och familjen torngräshoppor. Inga underarter finns listade i Catalogue of Life.